# Olivia Spencer
Olivia Spencer, tidigare Lewis, O'Neill och Spaulding, född den 28 februari, är en rollkaraktär på den populära och långlivade såpoperan Guiding Light, vilken gått på TV-kanalen CBS 1952-2009. Rollkaraktären, spelad av Crystal Chapell, introducerades sommaren 1999 som flickvän till prins Richard Winslow den äldre. Under de sista åren hade hon en lesbisk relation med sin bästa väninna Natalia. 

## Släktförhållanden
I berättelsen är Olivia mellanbarnet till Gregory och Rebecca Spencer. Rebecca dog av stroke under en konflikt med sin dotter om hennes tonårsgraviditet. Olivia har två syskon, Marissa Spencer Randall, som mördades av sin man, Alfred Randall, och Samuel Marcus "Sam" Spencer. 

## Det lesbiska förhållandet
Under de sista åren av Guiding Light engagerade sig Olivia i en lesbisk relation med sin bästa väninna Natalia. På internet har paret kallats för Otalia.